# Peđa Grbin
Peđa Grbin (Pula, 24. svibnja 1979.) hrvatski je političar i pravnik. Trenutno obnaša dužnosti gradonačelnika Pule, saborskog zastupnika i potpredsjednika Hrvatskog sabora iz redova oporbe. Bivši je predsjednik Socijaldemokratske partije Hrvatske (2020. – 2024.)

## Životopis

### Djetinjstvo i obrazovanje
Rođen je 24. svibnja 1979. godine u Puli, gdje je pohađao osnovnu školu i gimnaziju. Diplomirao je pravo na Pravnom fakultetu Sveučilišta u Zagrebu.
Godine 2006. otvara vlastitu odvjetničku kancelariju.

### Politička karijera
Godine 1998. postaje član SDP-a. Od 2016. do 2020. bio je potpredsjednik stranke, a od 3. listopada 2020. do 21. rujna 2024. obnašao je dužnost njenog predsjednika.
Aktualni je zastupnik u Hrvatskom saboru od 22. prosinca 2011. Izabran je za potpredsjednika Hrvatskog sabora iz redova oporbe 11. listopada 2024.
Na lokalnim izvorima 2025. godine dobiva mandat za gradonačelnika rodne Pule nakon pobjede protiv Filipa Zoričića.

## Privatni život
Godine 2017. oženio se medicinskom sestrom Altanom Ati Hodžić, s kojom je 2021. godine dobio sina. 

## Vanjske poveznice
- Peđa Grbin na sabor.hr|  | Ovaj je članak mrva: osnova ili početak budućega enciklopedijskog članka. Pomozite Wikipediji i dopunite ga. |